# درختان بید (رمان)

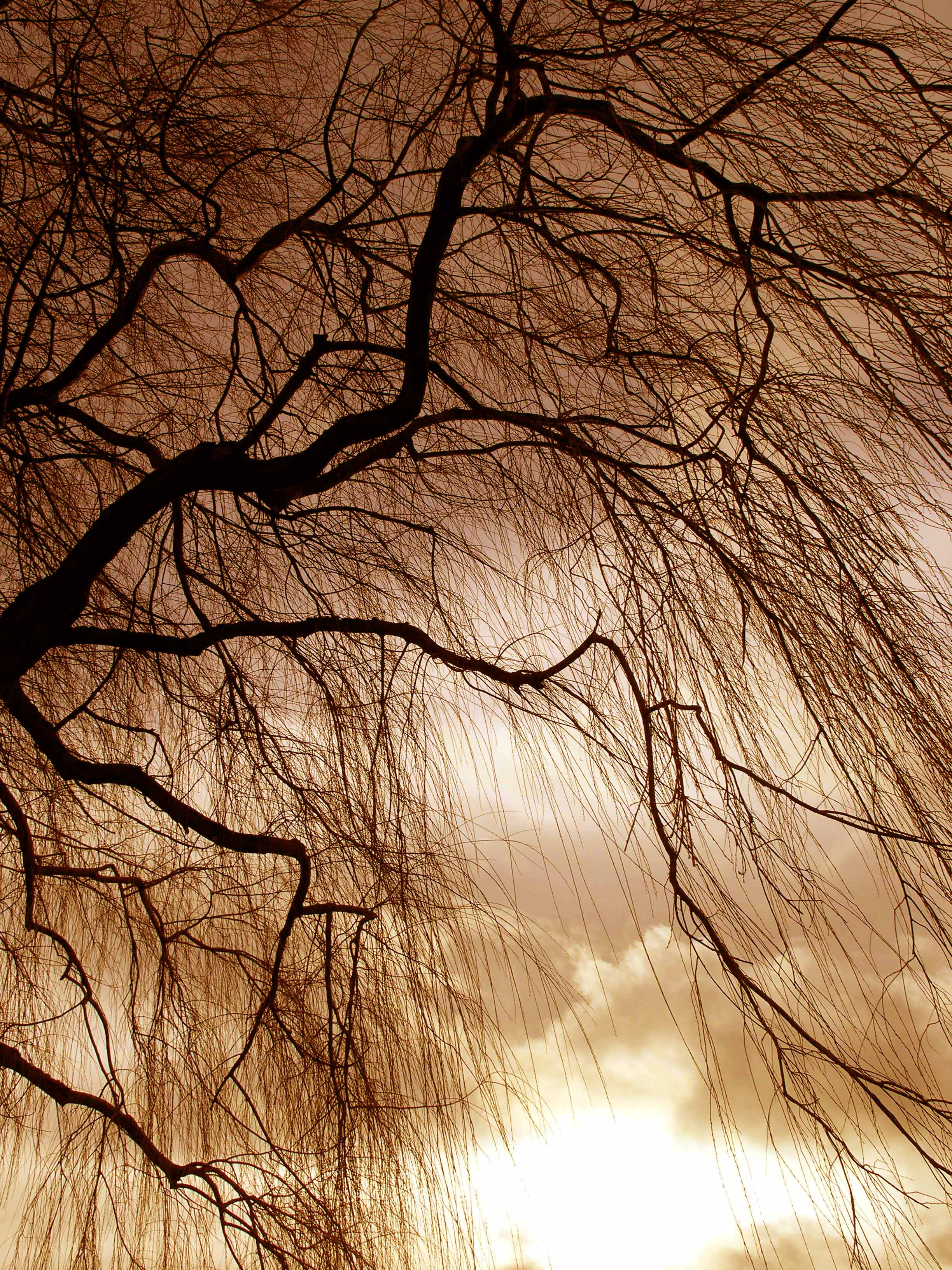
درختان بید

درختان بید یا پشت درختان بید یک رمان کوتاه به قلم نویسنده انگلیسی آلگرنون بلکوود است که در اصل به عنوان بخشی از مجموعه داستان شنونده و داستان‌های دیگر در سال ۱۹۰۷ منتشر شد. این داستان یکی از بهترین و شناخته شده‌ترین کارهای بلکوود است که تأثیر شگرفی بر نویسندگان بعدی او گذاشت. نویسندهٔ سرشناس این ژانر، اچ.پی. لاوکرافت، آن را به عنوان بهترین داستان ماوراءالطبیعه در ادبیات انگلیسی دانسته‌است. «درختان بید» مصداق بارزی از داستان‌های ترسناک مدرن است و با سنت ادبی ادبیات شگرف در ارتباط نزدیک است.

## خلاصه داستان
دو دوست با یک قایق به دل رودخانه دانوب می‌زنند. در طول داستان بلک وود به محیط اطراف - رودخانه، خورشید و باد - روحی انسان گونه می‌بخشد و آن‌ها را مجهز به قدرت‌ها و خصیصه‌های عجیب و غریب می‌کند. شوم ترینِ آن‌ها توده‌های متراکم، وهم انگیز و شومِ درختان بید هستند که «حتی وقت‌هایی که بادی نمی‌وزید، برگ‌های بیشمارشان را تکان‌تکان می‌دادند. به میل و اراده خودشان حرکت می‌کردند، گویی زنده‌اند، و نمی‌دانم چطور، اما حس وحشت تند و تیزی را در من بیدار می‌کردند.» مدت کوتاهی پس از توقف در یک جزیره شنی برای گذرانِ شب در منطقه ای از کشور اتریش-مجارستان راوی قدرت‌ها، ویژگی‌های انسانی، و اراده خود را اینگونه توصیف می‌کند:''دانوب اولش خواب‌آلود بود، اما بعد که از روح عمیق خودش آگاه شد امیال تُندی پیدا کرد، مثل یک موجودِ سیالِ عظیم به خودش پیچید، در همة کشورهایی که از آن‌ها رد شده بودیم جولان داد، قایق کوچک ما را روی شانه‌های نیرومندش نگه داشت؛ گاهی اوقات با خشونت با ما بازی کرد، اما با این حال همیشه دوست ما بود و نیت بدی نداشت، تا این که بالاخره ما ناگزیر معترف شدیم که او شخصیت بزرگی دارد.'' بلکوود توصیف ویژه‌ای هم از درختان بید نقره‌گون که در باد به رقص درآمده‌اند می‌کند و آن‌ها را شوم می‌نمایاند: "و سوایِ ارتباطی که با عناصر چهارگانه حس می‌کردم، درختان بید به شکل ماهرانه‌ای خودشان را به احساس بی‌قراری من وصل کرده بودند، و به علت تعداد بالایشان موذیانه به ذهن من حمله برده بودند، و به هر طریقی سعی داشتند قدرتی جدید و بزرگ را به تخیلات من تحمیل کنند، قدرتی که اصلاً با ما رفتار دوستانه نداشت.''
در یک نقطه از داستان، و دو مرد مسافری را در «قایق کوچک» می‌بینند. این مرد به نظر می‌رسد به آن‌ها هشدار می‌دهد و در نهایت از آن‌ها عبور کرده در پایین رودخانه ناپدید می‌شود. در طول شب نیروهای مرموز از درون جنگل ظهور می‌کنند، از جمله اشکال تاریکی که به نظر می‌رسد هوشیاری راوی را مورد هدف قرار داده‌اند، از بیرون از چادر صدای ضربه‌های عجیب شنیده می‌شود، سایه‌های عجیب و غریب دیده می‌شود، و ظاهر آن است که درختان بید تغییر محل داده‌اند. در صبح یکی از آن دو متوجه می‌شود که یکی از پاروها گم شده‌است، یک شکاف عمیق در قایق ایجاد شده‌است، و کمی از مواد غذایی‌شان ناپدید شده‌است. یک احساس بی‌اعتمادی بین آن‌ها ایجاد می‌شود. زوزه باد در روز دوم می‌میرد و جایش را به یک زمزمه آرام می‌دهد. در طول شب دوم، مرد دوم، سوئدی، تلاش می‌کند تا خود را به عنوان یک قربانی به داخل رودخانه پرتاب کند. البته راوی نجاتش می‌دهد، اما ماجرای صداها و سایه‌های عجیب و غریب همچنان ادامه دارد…

## توضیح
ماهیت دقیق این اشخاص مرموز در «درختان بید» نامشخص است. آن‌ها گاهی بدخواه، یا خائنانه، یا کینه‌توزانه ظاهر می‌شوند، اما گاهی هم ظاهری عرفانی و تقریباً خداگونه دارند: «مرتبه جدیدی از تجربه بود، و شاید بهترین کلمه برای توصیفش «غیرزمینی» باشد» و جهانی «که در آن اتفاقات بزرگ بی وقفه می‌افتند … اهداف عظیم… که ارتباطی مستقیم با روح دارند و نه به‌طور غیر مستقیم و با تجلی‌های فرعیِ روح.» این نیروها اغلب در تضاد با زیبایی‌های طبیعی آن منطقه هستند. به‌طور کلی این داستان نشان می‌دهد که این چشم‌انداز در واقع یک تقاطع است، یک نقطه تماس با یک «بُعد چهارم» — «بر روی مرز دنیایی دیگر، یک دنیای بیگانه، دنیایی که تنها در سیطره درختان بید و ارواح درختان بید بود.»

## ترجمه
این کتاب با عنوان «پشت درختان بید»، توسط اسدالله حقانی در سال ۱۳۹۷ (انتشارات آرادمان) به فارسی برگردان شده‌است.

## بازخوردها
- اچ.پی. لاوکرافت آن را «ظریف‌بینانه‌ترین داستان مافوق طبیعی در ادبیات انگلیسی» دانسته‌است، و از آن با عنوان تک‌داستان مورد علاقه خودش یاد کرده‌است و نوشته‌است: «در اینجا روایتی هنرمندانه و خویشتن‌دار، در اعلی‌ترین حد خود پدید آمده‌است، و بدون بهره‌جویی از پیچش‌های داستانی یا کوچکترین اشاره‌ای به امور خلاف واقعِ عینی، احساس ترس و وحشتی ماندگار و باورپذیر خلق شده‌است.»[۳]
- مورخ ژانر وحشت Robert S. Hadji «درختان بید» در سال ۱۹۸۳ در لیست ترسناک‌ترین داستان‌های ترسناک قرار داده‌است.[۴]
- طرح اصلی رمان کیتلین کیرنان با عنوان ''آستانه'' (2001) از «درختان بید» گرفته شده‌است که چند بار هم در این کتاب از آن نقل شده‌است.[۵]